# Stuckange
Stuckange – miejscowość i gmina we Francji, w regionie Grand Est, w departamencie Mozela.
Według danych na rok 1990 gminę zamieszkiwały 642 osoby, a gęstość zaludnienia wynosiła 145 osób/km² (wśród 2335 gmin Lotaryngii Stuckange plasuje się na 513. miejscu pod względem liczby ludności, natomiast pod względem powierzchni na miejscu 1061.).